# Rotes Rathaus
A Rotes Rathaus (magyarul Vörös városháza) Berlin szenátusának és mindenkori polgármesterének székhelye. Az épület a Mitte kerületben található a Rathausstraße utcán található, közel az Alexanderplatzhoz és a tévétoronyhoz. Nevét a vörös színű téglákról kapta.

## Története

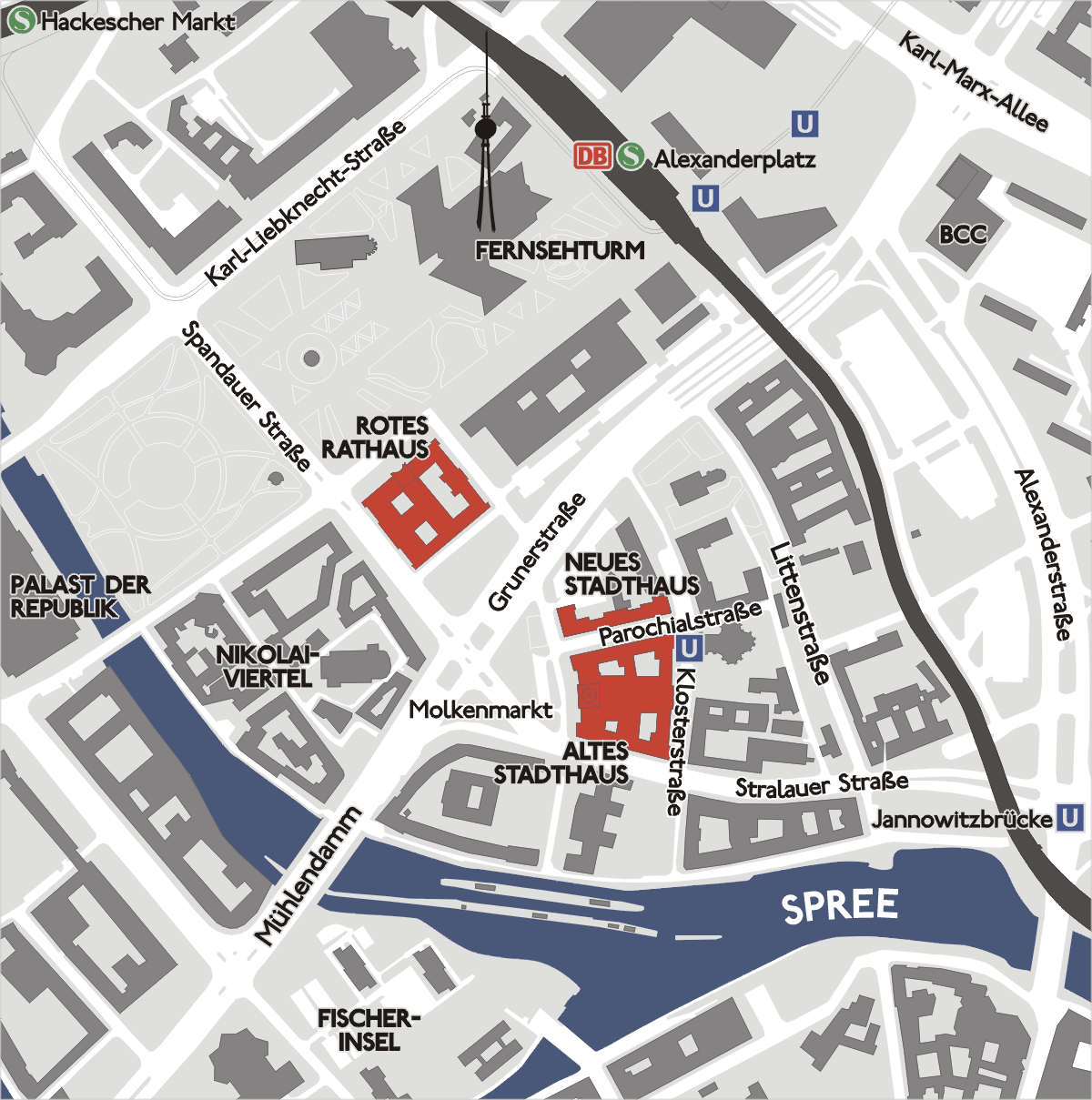
A városháza elhelyezkedése

A Rotes Rathaus 1861-1869 között épült Hermann Friedrich Waesemann tervei alapján, az akkor még a Német Birodalomhoz tartozó, ma lengyelországi Toruń (németül: Thorn) város városházájáról mintázták. A tornyok a franciaországi Laoni katedrális tornyait idézik. A középkori eredetű épületet váltották ki ezzel, amely egy egész utcablokkot foglalt el. Az abból az időből származó Gerichtslaubet (városi bíróság), amely a Rathaus egy része volt, csak 1871-ben bontották le, és megmaradó darabjait a Babelsberg Parkban használták fel.
A második világháború során a szövetségesek légitámadásai alatt súlyosan megsérült, de 1951 és 1956 között újjáépítették. Berlin megszállási zónákra való felosztása után a szovjet zónába került, és székhelye lett a kelet-berlini önkormányzatnak, valamint a megosztott város keleti főpolgármesterének. A nyugat-berlini városi szenátus 1991-ig a Rathaus Schöneberget, a nyugati városrész déli felében található impozáns épületet használta az önkormányzati feladatok lebonyolítására. 1991 óta ismét az egyesített berlini városi önkormányzat és főpolgármester székhelye.

## U5
A a mai naptól kezdve(2020.12.04.)az U5-ös metró Rotes Rathaus megállója megnyílt.

## Galéria

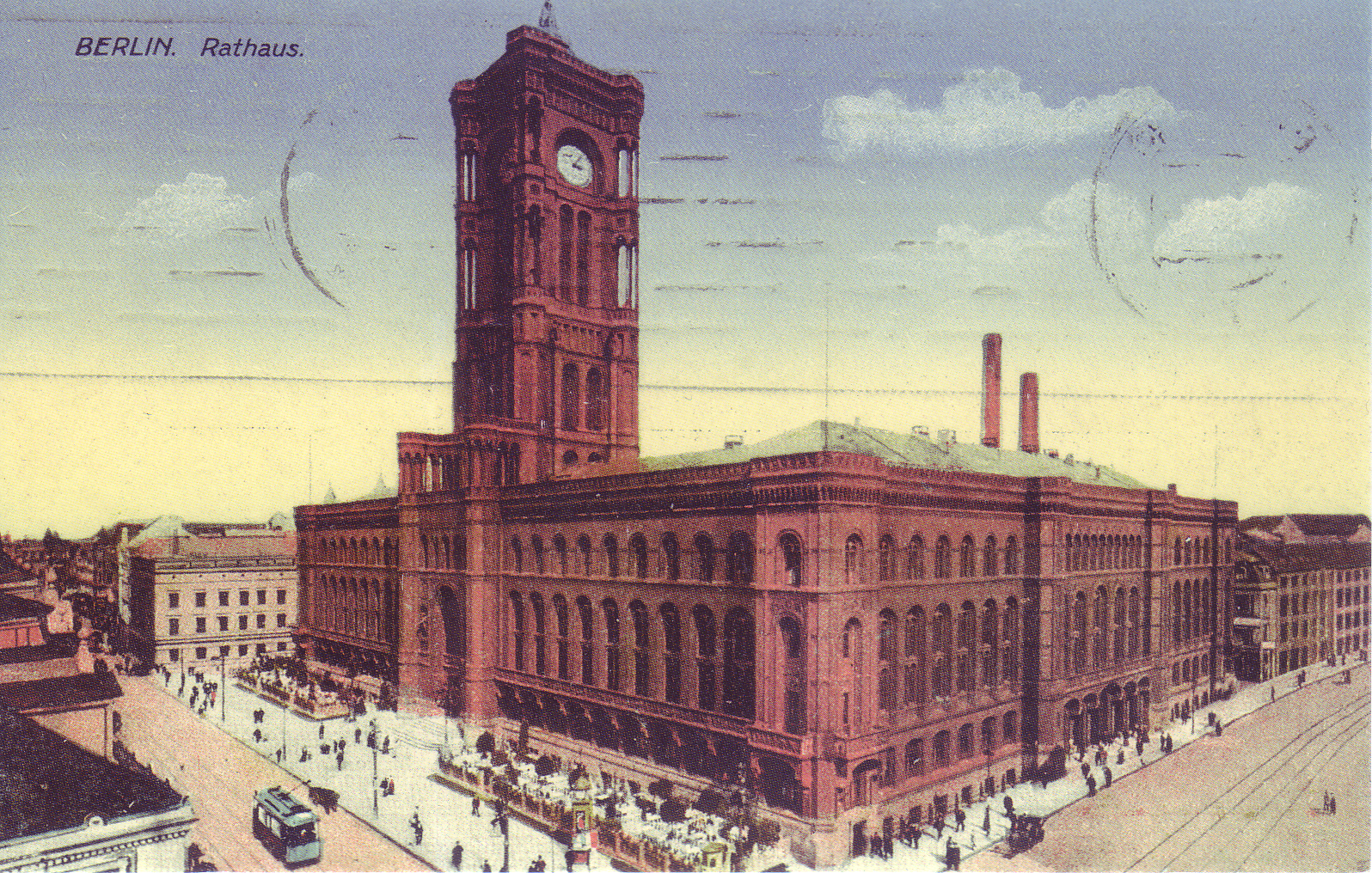
A városháza 1900 körül
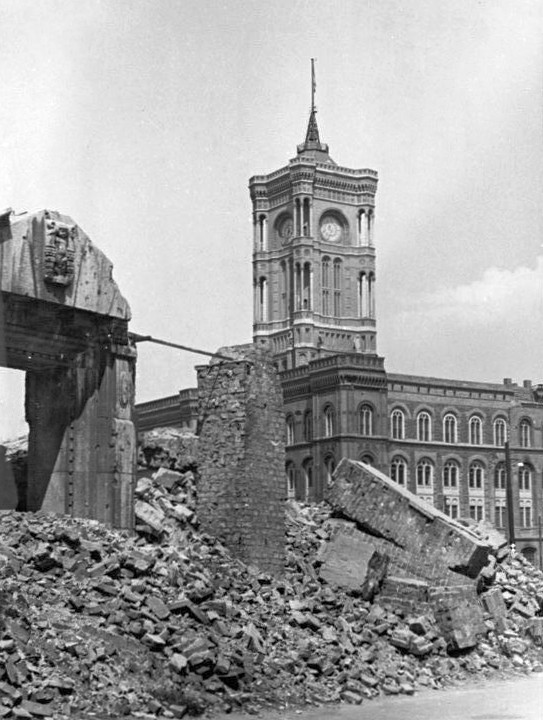
Háborús károk 1954-ben
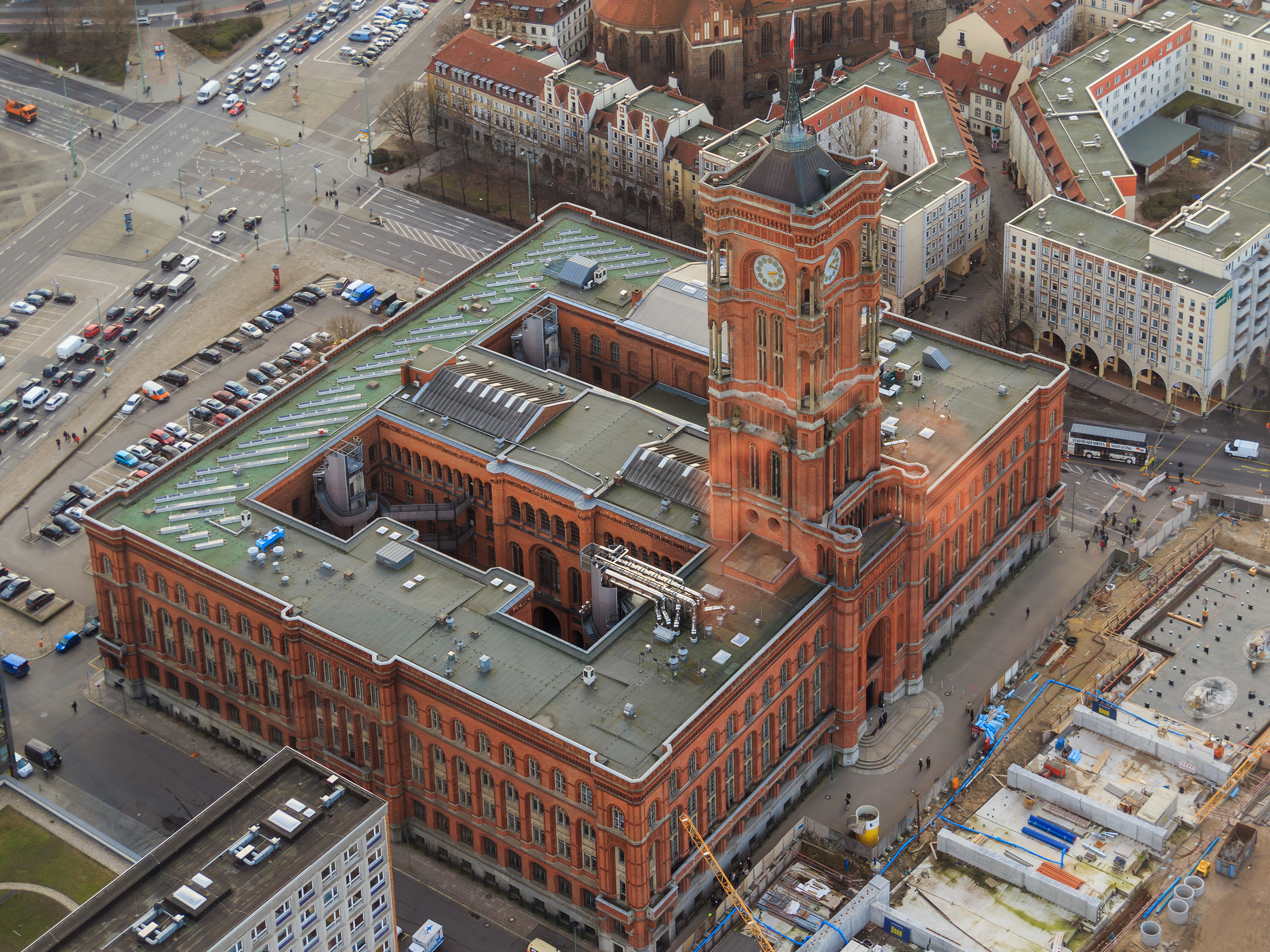
A Berlini tévétoronyból nézve
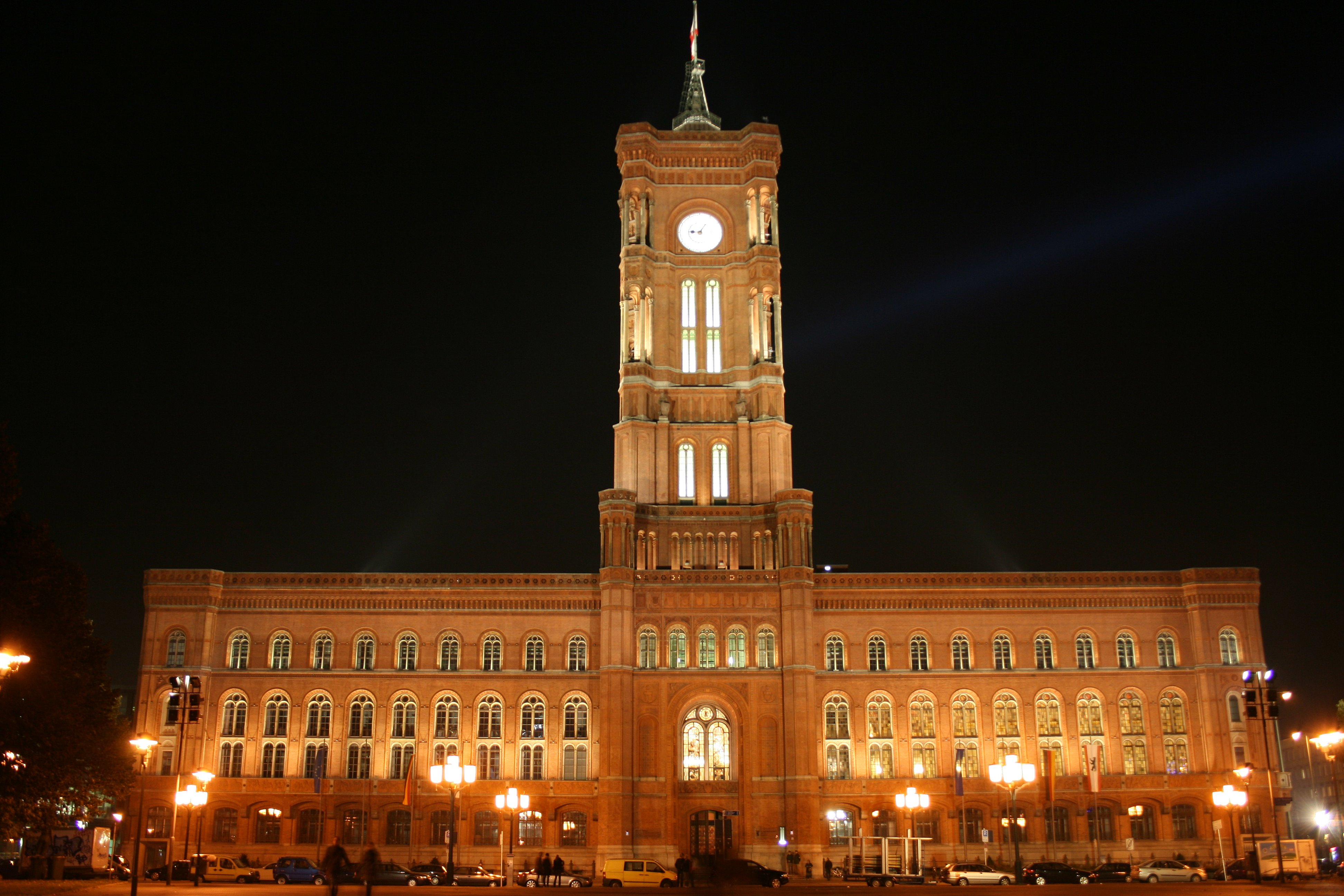
A 2007-es Fények Fesztiválja idején
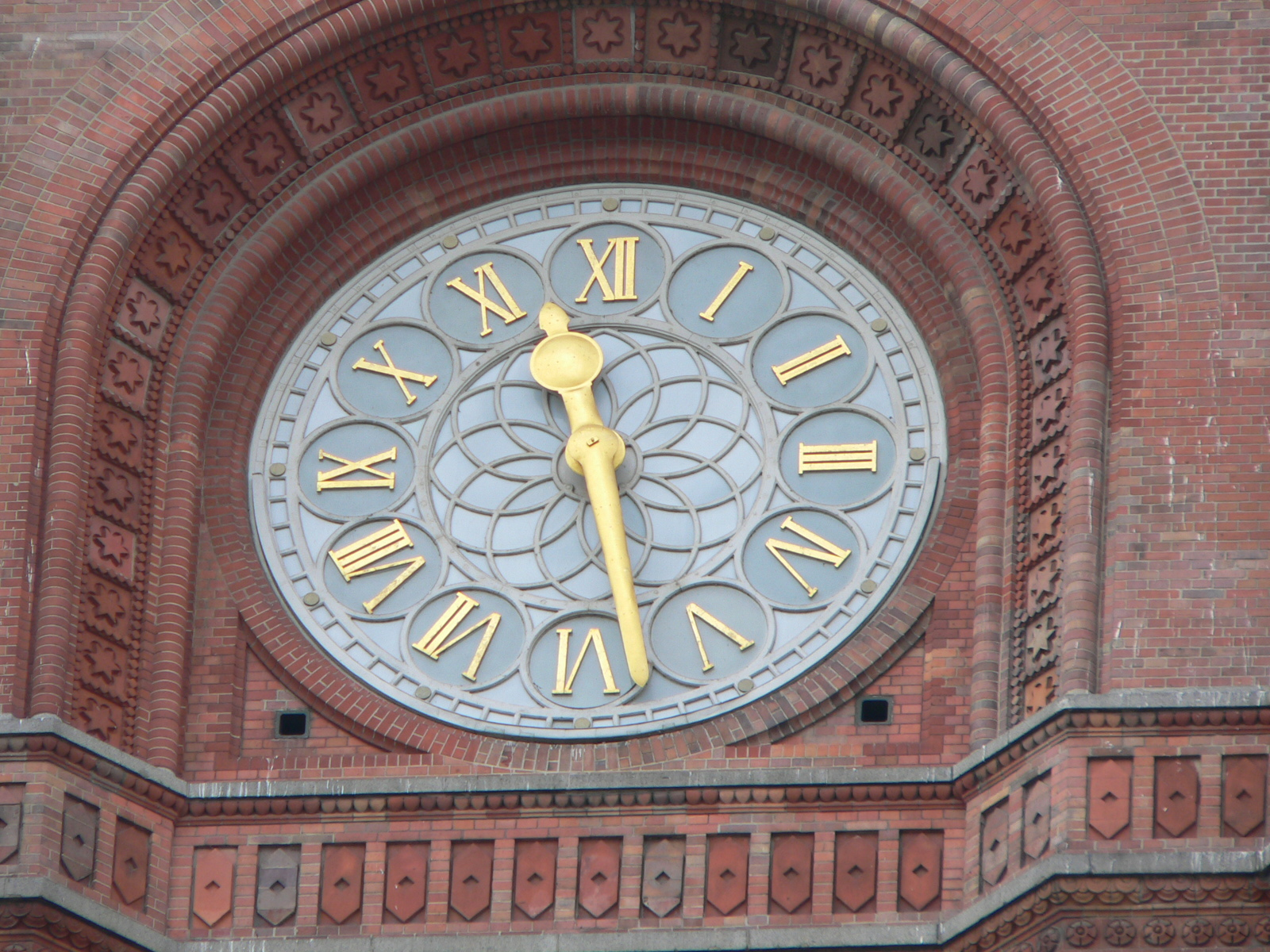
Az óra
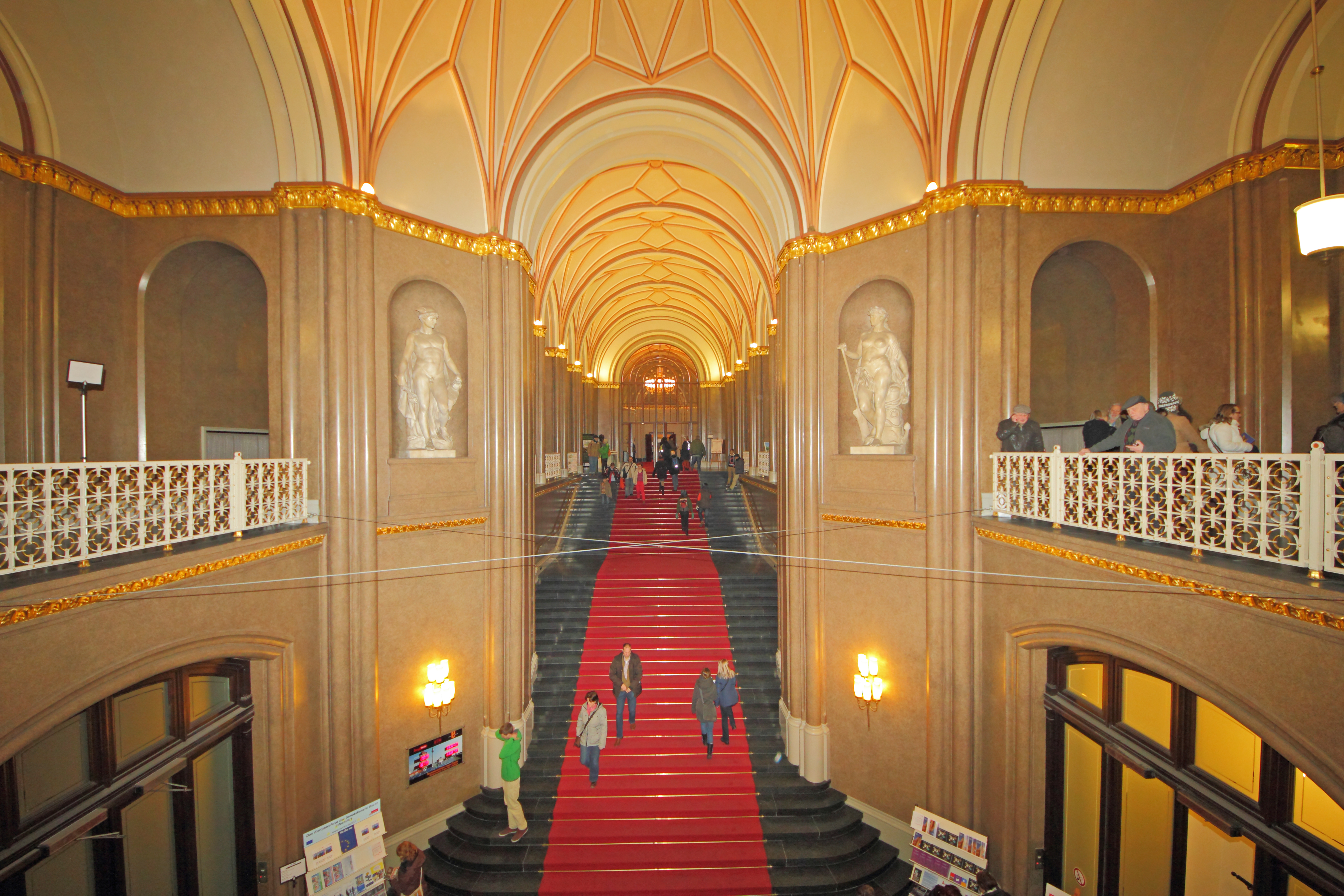
A bejárati terem
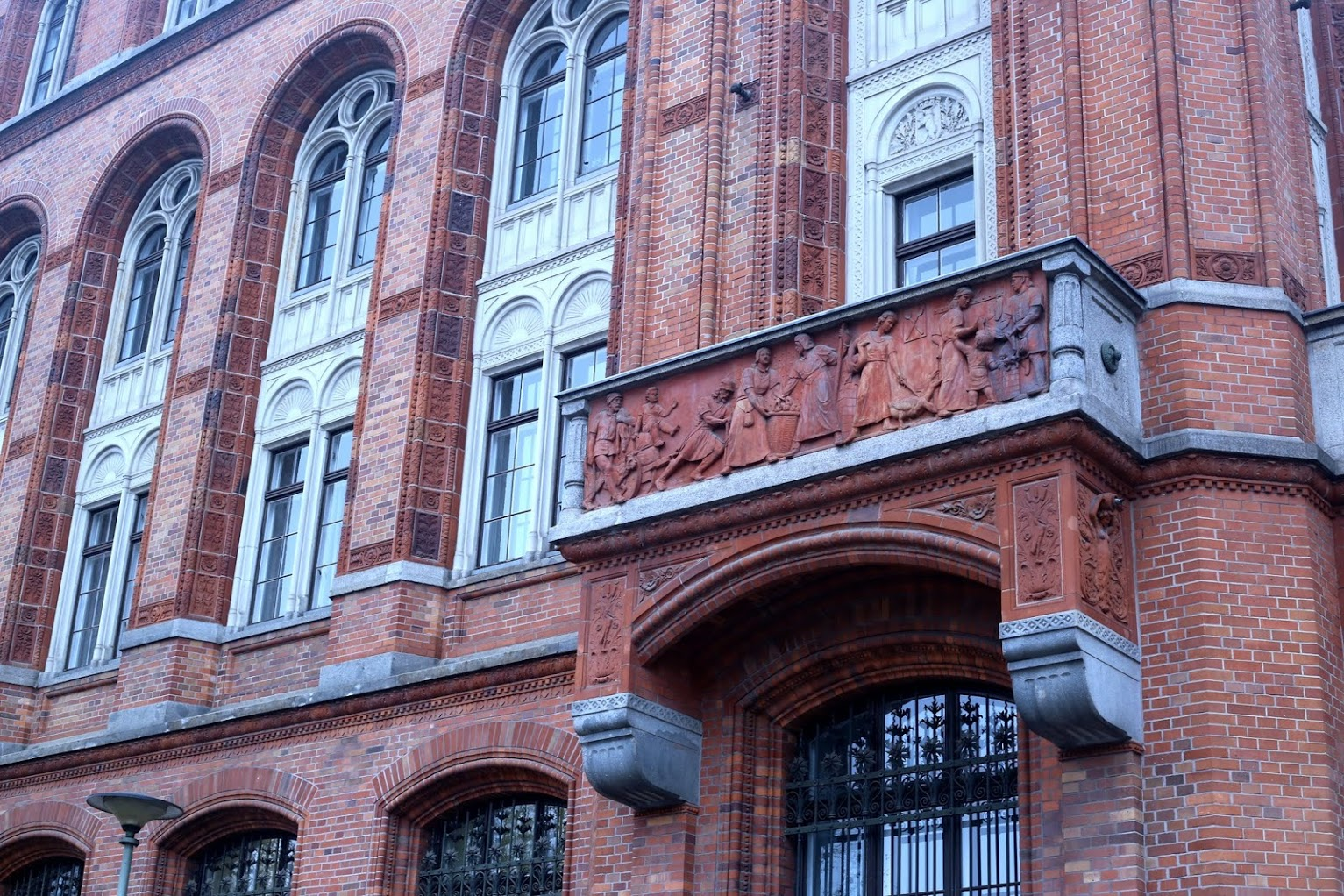
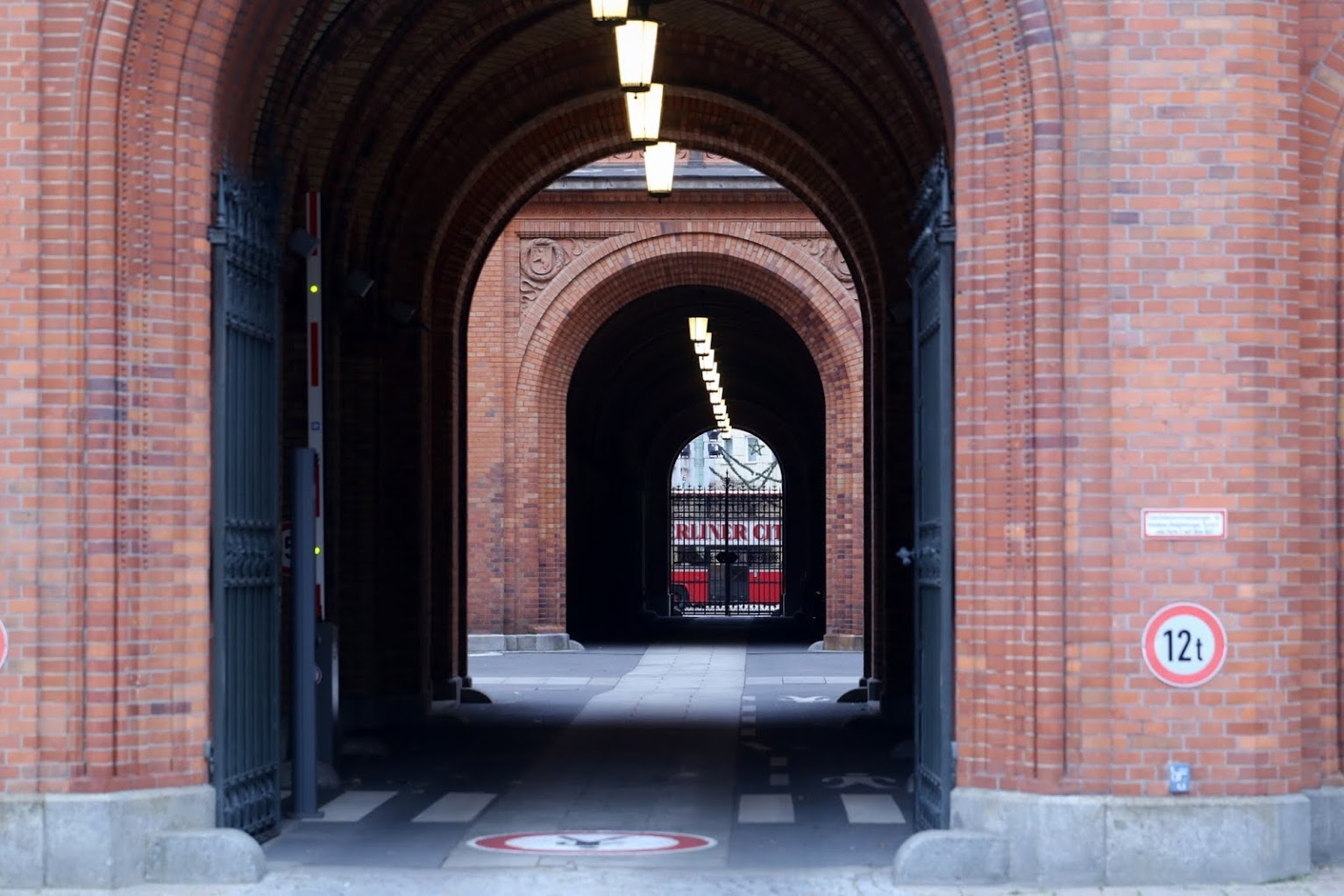
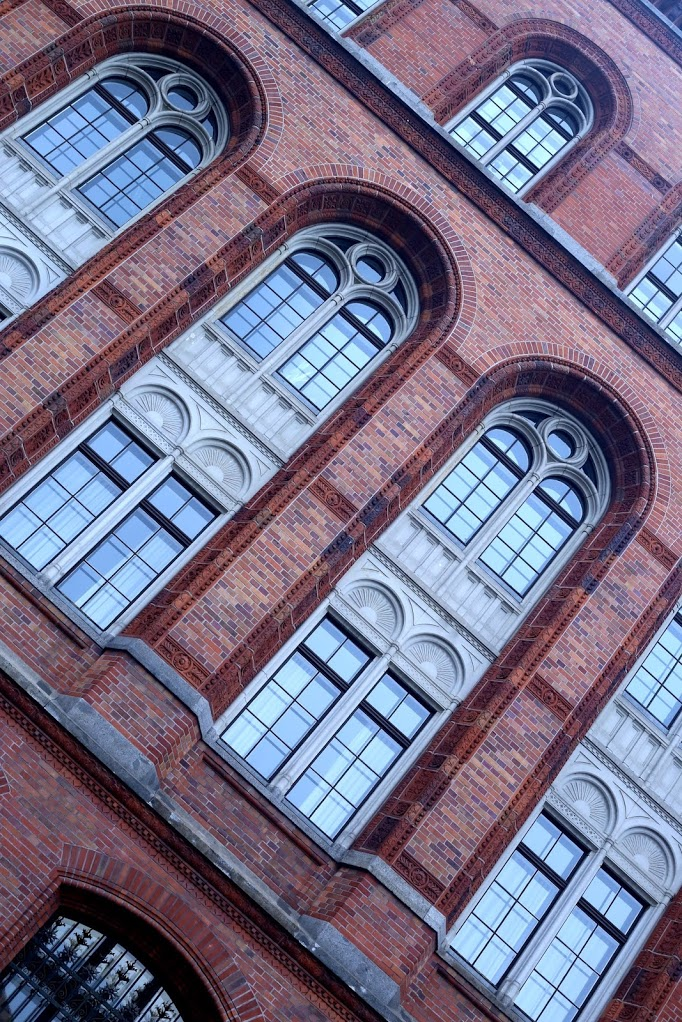

## Fordítás
- Ez a szócikk részben vagy egészben a Rotes Rathaus című német Wikipédia-szócikk ezen változatának fordításán alapul.  Az eredeti cikk szerkesztőit annak laptörténete sorolja fel. Ez a jelzés csupán a megfogalmazás eredetét és a szerzői jogokat jelzi, nem szolgál a cikkben szereplő információk forrásmegjelöléseként.

## Külső hivatkozások
- A városházáról a Structurae oldalán (németül)
- A berlini városi szenátus honlapja Archiválva 2009. július 21-i dátummal a Wayback Machine-ben (németül)
- Virtuális városházatúra (németül)